# Ziyarat Ashura

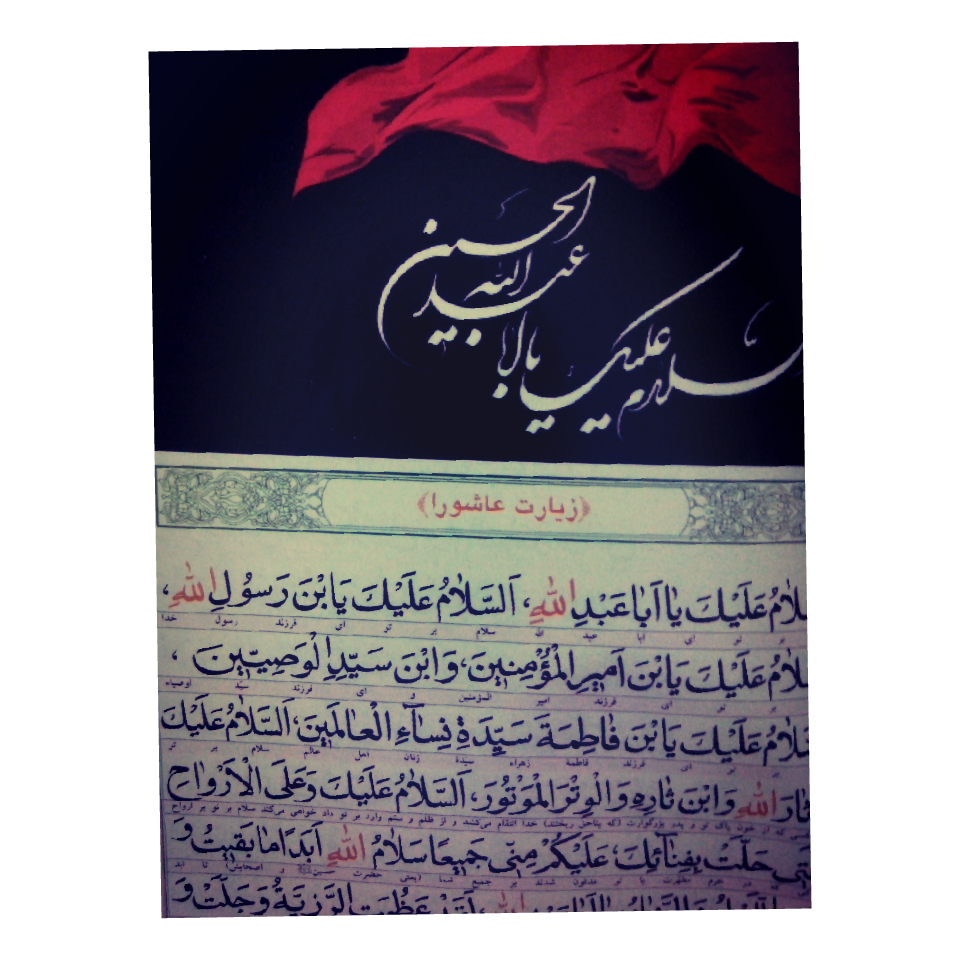
Första sidan av Ziyarat Ashura på arabiska.

Ziyarat Ashura (arabiska: زیارة عاشوراء) är en text som shiamuslimer läser när de besöker (gör ziyarat till) den tredje shiaimamen Husayn ibn Alis helgedom, men som även kan läsas var man än befinner sig. Denna text har nämnts i två böcker som anses vara trovärdiga; Kamil al-Ziyarat av Jafar ibn Muhammad ibn Qulawayh Qummi och Misbah al-Mutahajjid av Sheikh Tusi. Ziyarat Ashura har återberättats från den femte och sjätte shiaimamen al-Baqir och as-Sadiq.
I texten har alla umayyader förbannats, men de goda umayyaderna är exkluderade i förbannelsen. I Ziyarat Ashura står det bland annat om att hålla sig på distans från Guds fiender (tabarra). I en mening står det: "Jag är i fred med den som är i fred med er, och i krig med den som är i krig med er, och jag är vän med den som är vän med er och fiende till den som är fiende till er."
Vissa lärda anser att denna text är hadith qudsi, eller en helig tradition som undervisats direkt av Gud till Hans följare.